# Parque nacional Eungella
Eungella (que significa "Tierra de las nubes") es un parque nacional de Queensland (Australia), ubicado a 858 km al noroeste de Brisbane, y a 30 km al oeste de Mackay. Los habitantes originales de la región eran el pueblo Gurang-Gurang. El parque está cubierto de una densa foresta húmeda y es conocida por sus ornitorrincos. El monte Dalrymple es el pico más alto en la parte central de Queensland (1200 m) y está ubicado del lado este del parque.